# Kaserne am Goldenen Steig
Die Kaserne am Goldenen Steig ist eine Kaserne des Heeres der Bundeswehr in der niederbayerischen Stadt Freyung im Landkreis Freyung-Grafenau im Bundesland Bayern.

## Geschichte
Im Jahre 1960 wurde die Kaserne fertiggestellt und vom Panzergrenadierbataillon 111 (mot.) bezogen; 1966 wurde es zum Panzergrenadierbataillon 243 und 1970 zum Gebirgspanzeraufklärungsbataillon 8 umgebildet. Beide Verbände waren der 1. Gebirgsdivision unterstellt.
Benannt ist die Kaserne nach der Lage dem Goldenen Steig.
Seit 2007 ist in der Kaserne das Aufklärungsbataillon 8, das der Panzerbrigade 12 unterstellt ist, stationiert.

## Standortübungsplatz
Der Standortübungsplatz mit einer Fläche von 218 ha befindet sich 3 km nordöstlich der Kaserne.